# 89式5.56mm小銃に関連する作品の一覧

89式5.56mm小銃を構える西部方面普通科連隊員

89式5.56mm小銃に関連する作品の一覧（はちきゅうしき5.56ミリしょうじゅうにかんれんするさくひんのいちらん）は、日本の豊和工業が開発した自動小銃、89式5.56mm小銃に関連する作品の一覧である。
89式小銃は、配備開始後に作られた自衛隊が登場する作品に出演することが多いが、警察の特殊急襲部隊（SAT）や海上保安庁の特殊警備隊（SST）などにも配備されているため、自衛隊が登場しない作品に出演する場合もある。

## 映画・テレビドラマ
『20世紀少年 第1章 終わりの始まり』
ともだちが送り込んだ巨大ロボットに対し緊急出動した普通科部隊が携行しており、同時に出動し共同で防衛ラインを構築した警視庁特殊部隊のH&K MP5と共に銃口を向けるが、巨大ロボットが散布した殺人ウィルスにより攻撃前に全滅してしまう。
『CRISIS 公安機動捜査隊特捜班』
回想シーンで自衛隊時代の稲見が所持。稲見が所属していたのは第1空挺団だが、所持していたのは折曲銃床式ではなく固定銃床式である。
『MM9－MONSTER MAGNITUDE－』
怪獣攻撃に出動する陸上自衛官の装備として登場。第5話ではシッポン、第9話ではメガドレイクへの攻撃時に使用される。
『SICK'S 〜内閣情報調査室特務事項専従係事件簿〜』
『恕乃抄』第1話に登場。冒頭の戦闘シーンで自衛官らが使用する。
『ウルトラシリーズ』
『ウルトラゾーン』
第20回ではキングジョー出現を受けて出動した防衛軍の隊員が、第21回では日本支部内を移動する怪獣特捜隊の隊員が携行している。
『ネオ・ウルトラQ』
第6話に登場。セーデガンを掃討すべく太平洋上の無人島に派遣された自衛隊の普通科部隊が駆除に使用する。
『劇場版 ウルトラマンX きたぞ!われらのウルトラマン』
Xioの装備として登場。ザイゴーグ要撃作戦に参加した日本支部の一般隊員が携行している。
『ウルトラマンオーブ』
ビートル隊の装備として登場。第24話にて、日本支部に収監されたジャグラスジャグラーの周囲を警備する普通科隊員などが携行しているが、ジャグラーには通用せず逃亡を許す。
『セブンガーファイト』
ストレイジが運用する巨大ロボット「特空機」が携行可能なサイズの「40ミリ汎用機関砲」として登場。第3話にてエレキングと交戦するセブンガーが使用する。
『シン・ウルトラマン』
陸上自衛官が装備する。丸の内に出現した巨大浅見弘子の周囲に展開する際や、ベータボックス受領式典会場の警備時に携行しており、ベータボックス強奪を行った禍特対専従班に対して本銃を手に詰め寄り確保を行う。

『温泉シャーク』
陸上自衛隊第53普通科連隊（架空）の「対温泉シャーク小隊」が「温泉シャーク」を掃討すべく使用するが、発砲の際に温泉シャークが吐き出したメタンガスが引火し、周囲一帯が爆発に見舞われる。
『ガメラシリーズ』
『ガメラ2 レギオン襲来』
小型レギオンに占拠された札幌市営地下鉄構内に突入した普通科部隊が携行しているが、構えて射撃する直前にガメラが飛来したため退避することになり、発砲することはなかった。
『小さき勇者たち〜ガメラ〜』
トトの捕獲や住民の避難誘導にあたる陸上自衛官たちが携行している。

『君と世界が終わる日に』
陸上自衛隊横須賀駐屯地（架空）の自衛官たちが所持。ゴーレムや主人公グループの1人の本郷を射殺する際に使用する。
『テッパチ!』
陸上自衛隊の自衛官候補生である主人公やその仲間たち、教官などが訓練で使用する。
『ゴジラシリーズ』
『ゴジラ×メガギラス G消滅作戦』
特別G対策本部がある芝浦分屯地を警備する特G対S4の隊員が携行している。
『ゴジラ×メカゴジラ』
特生自衛隊・習志野駐屯地の正門前で警備にあたる特生自衛隊員たちが携行している。
『ゴジラ×モスラ×メカゴジラ 東京SOS』
特生自衛隊・習志野駐屯地内で訓練を行う特生自衛隊の教育隊員たちが携行する。
『GODZILLA ゴジラ』
日本の架空組織である「検疫警察」の装備として、フラッシュライト付きの物が登場。立ち入り禁止地区となっている原子力発電所跡地周辺に侵入した主人公たちに対して突きつける。
『シン・ゴジラ』
立川広域防災基地やゴジラに対して終盤に行われる「ヤシオリ作戦」の本部を警備する陸上自衛官たちが携行している。
『ゴジラVSメガロ』
ゴジラやメガロに対する作戦行動に従事する自衛官らが携行している。また、ガイガンの残骸を納めた格納庫前に出現した少女に対し、自衛官が突きつける。
『モナーク:レガシー・オブ・モンスターズ』
第1話・第2話に登場。東京国際空港やゴジラ避難所が置かれた新宿三丁目駅、西武新宿駅で警備にあたる兵士が携行している。

『コマンドーR』
ロシア領のとある島を極秘裏に占拠しているテロリストの一員が使用する。
『戦国自衛隊1549』
戦国時代へタイムスリップした第三特別実験中隊とロメオ隊の装備として登場。ロメオ隊は過去への干渉を極力防ぐべく戦国時代の人間を殺傷しない方針だったため、弾頭や薬莢は数年で土に戻るセルロース製の衝撃弾を使っていたが、撃たれた相手を突き飛ばすほどの威力しかない上に、襲って来る戦国武者たちが着ている甲冑のせいで効果がさらに下がってしまったことで、攻撃をろくに食い止められず多大な被害を出してしまう。
しかし、後半では作戦成功のためにもこれ以上の被害を防がなければならないとして、最小限度の現地人に対する実弾使用の許可が出されたため、襲って来る敵を連射によって一掃するなどの活躍を見せる。
『宣戦布告』
空挺レンジャー隊員たちが、敦賀半島に侵入した北東人民共和国特殊部隊に対して使用する。これに対し、一般の普通科隊員は64式7.62mm小銃を使用しており、部隊間で差別化が図られている。折曲銃床式のほか、銃床部がM4カービンのような伸縮式ストックのものや、M203 グレネードランチャーを装着した映画オリジナルの架空仕様も登場している。
小説版では、一般の普通科部隊にも配備されているが少数にとどまっており、未だに64式小銃が主力となっている。
『大怪獣のあとしまつ』
国防軍怪獣処理部隊の装備として登場。主人公である特務隊の帯刀アラタ一等特尉と国防軍の兵士が怪獣「希望」の死体処理方針を巡って乱闘を起こした際には、アラタに向けて突きつけられる。
『大病院占拠』
界星堂病院を占拠した武装集団「百鬼夜行」の構成員である「鬼」の一部がなぜか本銃を装備。どうやって本銃を入手したのかは一切不明である。
『新空港占拠』
かながわ新空港を占拠した武装集団「獣」の構成員の一部ががなぜか本銃を装備。どうやって本銃を入手したのかは一切不明である。

『長髪大怪獣ゲハラ』
防衛隊の装備として登場。金沢市内でゲハラに対して至近距離からの戦闘を挑む普通科部隊が使用する。
『鉄甲機ミカヅキ』
第1話にて、スイカイドム周囲の立ち入り禁止区域を警備する陸上自衛官たちが、同じく立ち入り禁止区域の警備にあたっていた機動隊員を殺害したトルパに対して使用する。
『ミッドナイト・イーグル』
習志野空挺レンジャーと松本山岳レンジャーの隊員たちが、日本アルプスに墜落した架空のステルス爆撃機「B-5」に搭載されていた核弾頭を狙う某国工作員たちに対して使用し、事件に巻き込まれた主人公たちも殉職した隊員のものを借用して使用する。作中に登場する本銃には全て冬季迷彩を施すための白い布がかぶせられており、終盤ではV8を装着したものも登場する。戦闘シーンの中で薬莢が排出されているのに槓杆が前後していないという描写ミスが存在する。
『世にも奇妙な物語』
第504話に政府軍の制式小銃として登場。主人公である前島をはじめとする政府軍の隊員たちが使用する。

## アニメ・漫画
『AMON デビルマン黙示録』
治安維持のために出動した自衛官たちが、暴徒に対して使用する。
『BUGS -捕食者たちの夏-』
特殊作戦群の隊員達が使用。
『アウトブレイク・カンパニー 萌える侵略者』
異世界の存在を隠すため映画撮影に協力していた自衛隊が、撮影中に突如として出現したドラゴンに対して使用する。
『亜人』
入間基地に侵入した佐藤が武器庫から本銃を持ち出し、二脚を取り外した状態のものを基地警備隊と交戦する際に使用。なお、軍事施設内において弾薬と火器が一緒に格納されることはないため、佐藤のような戦闘は本来実行することができない。また、アニメ版にて駐屯地を襲撃しに来た亜人達に対し自衛官が使用する。
『怪獣自衛隊』
自衛官が使用。
『炎炎ノ消防隊』
第2特殊消防隊と第3特殊消防隊が装備している。
『学園黙示録 HIGHSCHOOL OF THE DEAD』
県警SAT隊員の南リカと田島、および自衛官らが使用。南リカが使用するものは機関部から前の部分と銃床がM4カービンのものに変更されている。また、ショッピングモールにて人々を救助した自衛官らは派生型である先進軽量化小銃を装備しているほか、本銃に06式小銃てき弾を装着して発射する様子も描かれている。高城沙耶の思考内にて、治安維持のため街中に展開した自衛官らも装備している。
『寄生獣』
対パラサイト部隊の装備として登場。市役所での戦闘時に使用する。
『機動警察パトレイバーシリーズ』
『機動警察パトレイバー the Movie』
オープニングで暴走した試作レイバー「HAL-X10」を待ち伏せる自衛隊員が装備しているが、形状が若干異なる。
『機動警察パトレイバー 2 the Movie』
都内に治安出動した陸上自衛隊員が所持。
『WXIII 機動警察パトレイバー』
「廃棄物13号」抹殺作戦が展開されたスタジアムで陸上自衛隊員が装備。劇中で十数人が13号に射撃したが効果はなかった。
『巨蟲列島』
主人公達が沈没寸前の巡視船から回収した物を使用。続編の『大巨蟲列島』でも使用されている。
『空母いぶき』
陸上自衛隊第303沿岸監視隊が、空挺降下してきた中国海軍陸戦隊を迎え撃つために二脚を展開して待ち構えるほか、海上保安庁の特警隊や特殊作戦群、第1空挺団、水陸機動団も使用する。切換えレバーが安全の位置で射撃している場面や、単発の位置で連射している場面などの作画ミスがある。
『攻殻機動隊 S.A.C. 2nd GIG』
「左眼に気をつけろ POKER FACE」にてイシカワが使用。銃床が中抜きされ、グレネードランチャーが装備されている。
『ゴジラ S.P ＜シンギュラポイント＞』
『最臭兵器』
後半にて、対主人公装備を整えた自衛隊員が携行する。
『ジオブリーダーズ』
自衛隊特殊部隊隊員がダットサイト付きを、あさぎり型護衛艦「あまぎり」乗員が折曲銃床式を装備する。
『ジパング』
第二次世界大戦時へタイムスリップした架空のイージス護衛艦「みらい」の個人装備として登場。主人公をはじめとする海上自衛官たちが、地上戦や大和型戦艦「大和」への強行移譲作戦時に使用する。
『終末トレインどこへいく?』
異変により一変してしまった世界にて、クロヒョウキャラバン（ナガト運送）の配達員が装備している。なお、稲荷山公園駅付近の自衛隊員らは64式7.62mm小銃を装備していた。
『戦闘妖精雪風』
Operation-4にてブッカーを日本海軍艦隊司令に面会させるため、彼を迎えに来たイシカワに随伴していた保安隊員が携行。
『続・戦国自衛隊』
戦国時代へタイムスリップした自衛隊の装備として登場。M203 グレネードランチャーを装着した架空仕様もあり、自衛官たちから使い方を習った戦国武者たちも使用する。特に主要人物のひとりである大賀一曹は、照準器を装着した89式小銃を500m程の中距離狙撃に多用している。
『ソ・ラ・ノ・ヲ・ト』
第7話に登場。地下遺跡にあった旧時代の遺物で、Kar98kなどボルトアクション式しか存在しないこの時代から見ればハイテク兵器。遺された銃自体の他に、亡霊が所持していた。
『ターミネーター0』
自衛官らが使用。人間の捕縛と抵抗者の殺害を開始した人型ロボット1NNO（イノ）に対して使用するが、1NNO達も殺害・降伏した自衛官から鹵獲して使用する。
『ドラゴンヘッド』
異変後に脱走自衛官である仁村が携行。伊東市の暴徒に向けて発砲する。作中では「89年式小銃」と呼ばれる。携行弾倉は20発で、空挺団仕様の折り畳み銃床式である。
『ハカイジュウ』
主に特殊生物対策部隊(黒の軍隊)の隊員が特殊生物への攻撃や楯突いて来た民間人を射殺するのに使用する。登場人物の白崎直央が死亡した隊員の物を借用して使用する場面もある。
『プランダラ』
軍学校時代の園原水花が照準器を装着したものを射撃訓練時に使用するほか、学校へ奇襲攻撃を仕掛けてきた国連軍兵士に対し道安武虎が戦意喪失した園原に代わり片手で応射して使用する。
『魔法少女特殊戦あすか』
第15旅団所属の自衛官らが、那覇駐屯地を襲撃したバベル旅団に対して使用する。3年前のディストニア戦争時に阿蘇山で行われた決戦の際も、特殊作戦群の飯塚が装備していた。
『魔法少女まどか☆マギカ』
第11話にて、暁美ほむらがワルプルギスの夜に対して使用する。
『やわらか戦車』
自衛官が装備している。第1空挺団も固定銃床型を使用するほか、缶元総理も隊員から奪って使用する。
『妖傀愚連隊』
陸上自衛隊及び情報本部直轄の作業班で使用される。

## 小説
『異世界ミリオタ転生記』
主人公が使用。
『感染捜査』
吉川英梨の小説。豪華客船で人をゾンビ化するウイルスが蔓延したことを受け、同船に展開した海上保安庁特殊警備隊（SST）が感染者に対して使用。その後は警視庁と海保合同で結成された第一次感染捜査隊に編入されたSST、特殊急襲部隊（SAT）、警視庁第一機動隊の隊員らが使用する。同じく感染捜査隊に編入された主人公の天城由羽と来栖光も使用している。
『ゲート 自衛隊 彼の地にて、斯く戦えり』
特地（異世界）へ派遣された第1空挺団の装備として、ダットサイト付きの折曲銃床型が登場。帝都への空挺降下作戦時に使用される。
また、銀座事件時に緊急出動した陸上自衛隊の普通科部隊が通常型を使用するが、「5.56mm弾ではオークなどの突進を止められない」などといった事例が報告されたため、異世界に派遣される部隊には64式7.62mm小銃が配備されている。
『交戦規則ROE』
治安出動に伴い出動した陸上自衛隊の第12旅団および富士教導団が使用する。
『ゼロの迎撃』
防衛出動に伴い出動した自衛官たちのほか、北朝鮮特殊部隊により占拠された岩淵水門を奪還するために投入された高城三曹と岐部三尉が使用する。特に、高城三曹は照準器を装着したものを用いて暴風雨の中、413mの狙撃を成功させる。
『自衛隊三国志』
三国時代へタイムスリップした自衛隊国際連合平和維持活動（PKO）部隊の装備として、架空の派生型である「89式5.56mm小銃（改）」が登場。M4カービンのように銃身を短くして取り回しをよくしている。
『図書館戦争』
小説・漫画・アニメ・実写映画版にて、図書特殊部隊（ライブラリータスクフォース）の採用銃として登場。実写映画第1作では小田原攻防戦で、第2作では最初の検閲抗争で堂上や小牧が使用する。また、別冊一巻の木島ジンの検閲抗争では笠原も所持している。
『日本国召喚』
小説・漫画版に陸上自衛隊の装備として登場。トーパ王国に派遣された自衛官らがオークや魔王に対して使用する。また、外伝第2巻ではエスペラント王国に遭難した岡真司三等陸曹が魔物に対して使用するほか、岡三曹から緊急避難の名目で本銃を貸与された現地兵士らも使用する。漫画版にも登場する。
『ミッドナイトイーグル』
上記の映画『ミッドナイト・イーグル』の原作小説。日本アルプスに墜落した架空の米軍ステルス爆撃機B-3Aミッドナイトイーグルの墜落現場に赴いた冬季レンジャーの自衛官らと、随伴するアメリカ空軍将校が装備しており、同じく墜落現場に向かう北朝鮮工作員などとの戦闘に使用する。後に主人公の西崎と落合も死亡した隊員から拝借したものを工作員に対して使用する。
『目指せ！一騎当千　～ぼっち自衛官の異世界奮戦記～』
異世界へ転生した主人公が常用する武装として登場する。ワイバーン襲来時には06式小銃てき弾を使用し、これを撃退した。
『ルーントルーパーズ 自衛隊漂流戦記』
異世界へ飛ばされた自衛隊の装備として登場。5.56mm機関銃MINIMIや06式小銃てき弾などとともに、襲撃してくる異世界の兵士たちに対して使用される。

## ゲーム
『Alliance of Valiant Arms』
ユーザーからの要望を受け、「2周年記念特別アイテム」として2010年にプレイヤーが装備できる武器「Type89」として実装された。
『SIREN2』
永井頼人や屍人・闇人化した自衛官が使用。89式多用途銃剣も入手できるが、着脱は不可。
『THE 最後の日本兵 〜美しき国土奪還作戦〜』
「T89小銃」の名称で登場。
『Wargame Red Dragon』
自衛隊デッキに「Howa 89 Shiki」の名称で登場する。
『ドールズフロントライン』
萌え擬人化されたものが星5戦術人形「89式」として日本版にて先行実装で登場。後日、中国版や韓国版の少女前線でも実装された。
『龍が如く OF THE END』
主に自衛官が持つほか、隔離エリアに取り残された生存者が所持。プレイヤーも購入が可能。
『レインボーシックス シージ』
SATのオペレーター「HIBANA」の装備として「TYPE-89」の名称で登場。。
『荒野行動』
「89式」として主に東京決戦マップに出現する。
『ブルーアーカイブ -Blue Archive-』
百鬼夜行連合学院所属の生徒である里浜ウミカが愛用